# Kontingenztheorie (Evolution)
Die Kontingenztheorie der Evolution ist eine makroevolutionäre Theorie, die besagt, dass das Leben auf der Erde überwiegend von Zufällen (kontingenten Ereignissen) abhängig ist und nicht noch einmal so entstehen würde wie es heute ist.
Die Kontingenztheorie beschäftigt sich mit den langfristigen erdgeschichtlichen Formen der Entstehung des Lebens. Ihr Hauptvertreter ist der New Yorker Paläontologe und Evolutionsbiologie Stephen Jay Gould. Weitere wichtige Beiträge stammen von dem amerikanischen Wissenschaftsphilosophen John Beatty. Ausgehend vom Studium der vielen Baupläne des Kambriums wird beobachtet, dass es nur wenige Arten zu einer adaptiven Radiation geschafft haben. Diejenigen, die überlebt haben, haben nicht aus Fitnessgründen und als Folge von Adaptation überlebt, sondern aus Zufall. Mit Zufall sind weniger mathematisch-stochastische Ereignisse, sondern nicht vorhersehbare Naturereignisse unterschiedlicher Art und Dimension gemeint, etwa der Meteoriteneinschlag an der Kreide-Tertiär-Grenze, aber auch geringfügige klimatische Temperaturschwankungen etc. Ursächlichkeit und Richtung in der Entwicklung der Arten werden von dieser Theorie nicht durchgehend darwinistisch im Sinn der Synthetischen Evolutionstheorie in permanent wirkenden Selektions-Adaptationszyklen gesehen, sondern primär im Einwirken von unberechenbaren Ereignissen. Gould hat das am Beispiel einer Bandaufzeichnung verdeutlicht, wenn er sagt: Die letzten 500 Millionen Jahre des Lebens auf der Erde hätten auch ganz anders verlaufen können, hätten wir die Möglichkeit, das Leben wie auf einem Bandgerät wieder zurückzuspulen und erneut ablaufen zu lassen.
Im Weiteren behauptet die Kontingenztheorie, dass das Vorherrschen von Kontingenz gegenüber Konvergenz (Konvergenztheorie (Evolution)) in der Evolution den Rahmen für den Verlauf des Lebens restriktiv einschränkt, weil unzählige alternative Formen unabhängig von Fitness aussterben. Kontingenz legt somit den Rahmen des Lebens auf der Erde fest (externe Constraints). Dass der Mensch in der Evolution entstehen konnte, hat in der Konsequenz der Kontingenztheorie im Vergleich zur Konvergenztheorie keine Vorbestimmung. Es gibt keinen zwangsläufigen evolutionären Weg dahin. Im Gegenteil sagt Gould: Hätte das Kambrium einen nur geringfügig anderen Verlauf genommen, hätte es weder die Vielfalt der Chordatiere noch den Menschen auf der Erde gegeben. Gould äußert sich somit ablehnend gegenüber jedem immanenten Fortschritt in der Evolution.

## Kritik
Das Gegenprogramm zur Kontingenztheorie ist die Konvergenztheorie des Briten Simon Conway Morris. Hier wird vom Vorherrschen streng adaptiver Prozesse ausgegangen und behauptet, dass bestimmte makroevolutionäre Entwicklungen, wie etwa Flügel, Flossen, Intelligenz, angesichts analoger Herausforderungen zwangsläufig zustande kommen mussten und daher auf oft vielen alternativen Wegen konvergent, das heißt unabhängig, entstanden. Als Beispiel können die Flügelentwicklung von Vögeln, Fledermäusen oder Hautflüglern oder auch das Linsenauge der Tintenfische dienen, das ähnlich aufgebaut ist wie das Auge von Fischen, Vögeln, Reptilien und Säugetieren. Dabei sind Tintenfische mit diesen Wirbeltieren nicht verwandt, sondern gehören zu den Weichtieren. Eine starke Strömung in der Biologie unterstützt heute den Konvergenzgedanken.
Kritik an der Kontingenztheorie wird ferner darin geübt, dass es leicht zu Plattitüden kommen kann, wenn es vereinfacht heißt, dass einige Änderungen in den Anfangsbedingungen zu einigen Änderungen im Endergebnis führen können. Hier sei kritisch zu fragen: Welches sind die Anfangsbedingungen? Was heißt geringfügig anders? Drei Grad Temperaturunterschied oder fünf? Dies lässt sich jedoch in Experimenten mit Organismen mit hoher Vermehrungsgeschwindigkeit teilweise kontrollieren.
Jonathan Losos vertritt eine vermittelnde Position, wenn er die Rolle der Konvergenz unter Adaptionsdruck akzeptiert (z. B. wird ein Lebewesen, das sich im Wasser sehr schnell bewegt, wohl immer einen stromlinienförmigen Bauplan aufweisen und sich durch Flossenschlag oder Schlängelbewegung fortbewegen), aber darlegt, dass bei großer genetischer Entfernung zweier Spezies die Konvergenz ihrer evolutionären Entwicklungsmöglichkeiten begrenzt ist. Kontingenz meint für ihn auch Abhängigkeit der Evolution von minimal unterschiedlichen ursprünglichen Ausgangsbedingungen oder von einer zufällig variierenden Abfolge der ersten Schritte der Evolution unter Adaptionsdruck (Pfadabhängigkeit), was das Spektrum künftig hervorzubringender Lösungen einschränkt. Auch gebe es extrem spezialisierte Lösungen wie den Greifrüssel des Elefanten oder das Schnabeltier, die nicht mehrmals unabhängig voneinander entstanden seien.

## Tests
- Anolis-Echsen auf karibischen Inseln.[6] Der an der Harvard-Universität forschende Wissenschaftler Jonathan B. Losos hat mit Kollegen die Anolis-Arten auf vier karibischen Inseln als Testfall für die Theorie untersucht. Auf jeder dieser Inseln leben mehrere Anolis-Arten nebeneinander (sympatrisch). Dabei ist jeweils eine dieser Arten morphologisch in besonderer Weise an einen bestimmten Lebensraum angepasst, in dem sie gegenüber den anderen konkurrenzüberlegen ist. Es können sechs solcher ökologischen Spezialisierungen unterschieden werden (für große Arten im Kronenraum, in Buschwerk und Gräsern, an Baumstämmen, an Baumstämme bis in den Kronenraum, auf dünnen Zweigen) die auf (nahezu) allen Inseln vorkommen (auf zwei Inseln fehlt jeweils einer dieser Typen). Bei der Analyse der Verwandtschaftsverhältnisse (DNA-Stammbaum mit mitochondrialer DNA) zeigt sich, dass nicht die Habitatspezialisten untereinander am nächsten verwandt sind, sondern jeweils die auf derselben Insel zusammenlebenden Arten. Dies ist am einfachsten dadurch erklärbar, dass sich derselbe Satz morphologischer Spezialisierungen auf jeder der Inseln jeweils unabhängig voneinander so entwickelt hat, dass sich die Arten in ihren Anpassungen jeweils exakt entsprechen. Schlussfolgerungen: Betrachtet man die Entwicklungen auf den Inseln als Ganzes, ist die Entwicklung streng deterministisch: dasselbe Resultat wird unabhängig von den Ausgangsbedingungen erreicht. Da die Reihenfolge der Artaufspaltungen aber auf jeder Insel verschieden ist, ist der Prozess bei Betrachtung nur der einzelnen Insel zufallsgetrieben.

- Schnirkelschnecken in polnischen Städten.[7] Die beiden Forscher nutzen hier drei Populationen der Gehäuseschneckenart Cepaea hortensis in drei polnischen Städten als natürliches Experiment. Die Schnecken sind hier vor relativ kurzer Zeit durch den Menschen eingeschleppt worden, sie bilden also Verbreitungsinseln außerhalb des natürlichen Verbreitungsgebiets. Da vermutlich nur wenige Tiere begründend waren, gehen Unterschiede vermutlich vor allem auf erst seit der Einschleppung erfolgte Anpassungen zurück. Die Wissenschaftler vergleichen nun in jeder Stadt Schneckenhäuser jeweils einer Population in besonnten und schattigen Habitaten. Von Schnirkelschnecken ist bekannt, dass Tiere in besonnten Lebensräumen hellere Gehäuse besitzen als solche in beschatteten (Bedeutung für die Thermoregulation durch direkte Einstrahlung). Nun wurde in jeder der drei Städte beobachtet, dass in der Tat die Tiere in den schattigen Habitaten dunklere Gehäuse besitzen als diejenigen in besonnten. Dieser Effekt wurde aber jeweils auf andere Weise erreicht. Helle Schalen sind gelb, dunkle rosa getönt; zusätzlich kann das Gehäuse ein dunkles Band oder drei oder fünf dunkle Bänder oder auch kein solches Band tragen, wobei diese Formen in einer Population nebeneinander leben können (genetischer Polymorphismus). Obwohl in jeder Stadt tatsächlich die dunklen Tiere in beschatteten Habitaten überwiegen, wurde dies jeweils durch eine andere Kombination aus Farb- und Bändermorphen erreicht. Je nach zufälliger genetischer Ausstattung der Gründerpopulation kann hier also dasselbe Ziel auf verschiedenen Wegen erreicht werden.

- Selektion im Laborexperiment: E.coli-Stämme in Petrischalen[8][9] In einer Serie von Experimenten untersuchten die Mikrobiologen Richard E. Lenski, Michael Travisano und Kollegen Stämme des Darmbakteriums E.coli, eines der verbreitetsten genetischen Modellorganismen. In einem Experiment begründeten sie einen Klon von zwölf genetisch identischen Laborstämmen und ließen sie über 2000 Generationen auf Nährmedien wachsen, die arm an Glucose waren. Anschließend testeten sie die aufgrund dieser Selektion evolvierten Bakterien auf anderen Nährmedien, die an anderen Zuckern (Maltose und Laktose) verarmt waren. Hier zeigten sie (trotz vorheriger identischer Selektion) wesentliche Fitness-Unterschiede, die sich bei längerer Kultur auf diesem Medium später dann wieder annäherten. Es zeigte sich, dass die Selektion im Glukose-verarmten Milieu im Detail ganz verschiedene genetische Veränderungen bewirkt hatte, die aber in ihrem Anpassungswert sehr ähnlich waren. Sie bewirkten aber deutliche Unterschiede, wenn sie im neuen Nährmedium getestet wurden. Die ähnlichen (aber nicht identischen) Anpassungen, die die Bakterien nach 2000 Generationen erreicht hatten, näherten sich nicht weiter aneinander an, wenn das Experiment auf 10.000 Generationen verlängert wurde. Obwohl also in allen Fällen auf identische Selektionsfaktoren ähnliche Anpassungen erfolgten, war der dabei im Detail eingeschlagene Weg untereinander vollkommen verschieden, was offensichtlich auf Zufallsabhängigkeit hindeutet.

## Weblink
- Evolution Phasen als kosmischer Gesamtprozess, Konvergenztheorie, in: de.everybodywiki.com